# 奇金眼鯛
奇金眼鯛為輻鰭魚綱金眼鯛目奇鯛科的其中一種，分布於西大西洋區，從新英格蘭至加勒比海海域，為深海魚類，棲息深度945-4777公尺，體長可達8.1公分。